# محث
المِحَثّ (الجمع: مِحَثَّات) أو المِلَفّ الكهربائي (بالإنجليزية: inductor) هو عنصر كهربائي لافعّال (passive electric element) يستعمل في الدارة الكهربائية من أجل قدرته على الحث، يُرمز له في الهندسة الكهربائية بالرمز {\displaystyle L}.

## نبذة من الأسس
المحث وهو أحد اللبنات الكهربائية أو الإلكترونية أو الدارات الجُزئية التي من شأنها زيادة تدفق سيل التيار في دارة الموصّل.... وهو يُستخدم لتقليل التيار الكهربائي نوعا ما بحيث يتناسب التيار الذي يدخل الجهاز مع معدل صرفه
طريقة عملها:
عندما يمر أي تيار كهربائيّ ما {\displaystyle {\mathcal {}}i(t)} في لفّة واحدة من السلك ({\displaystyle {}n=1}) ، فسوف يؤدّي ذلك إلى مقدار معيّن من تدفق مغناطيسي {\displaystyle {}\Phi (t)} الذي يسيل من داخل فتحة اللفة و يسيل بشكلِ عموديّ على مساحتها.
وبتغير التيار الكهربائي مع الزمن {\displaystyle {\mathcal {}}t} يتولد جهداً {\displaystyle {\mathcal {}}u(t)} ، فتكون لدينا العلاقة:
{\displaystyle u(t)={\frac {d\Psi (t)}{dt}}=n\cdot {\frac {d\Phi (t)}{dt}}=L\cdot {\frac {di(t)}{dt}}}
حيث حرف {\displaystyle {\mathcal {}}L} يرمز المحاثة.
و إن كان التيار غير مقيّد على الحراك في لفّة واحدة ، بل يتحرك في {\displaystyle {\mathcal {}}n} لفة ، ففي معظم الأحيان المحث سيُمَثَّل تطبيقاً من وشيعة . و تلك تُوصف بتدفق مغناطيسي للوشيعة بأكملها الذي يُمَثَّل من رمز {\displaystyle {}\Psi (t)} ،
و الوشيعة تتكون من سلك مصنوع من نحاس غالباً ، ولها مواصفات المقاومات.
بغضّ النظر عمّا سبق رُبّما يجد المهندس تسهيل من التعبير
{\displaystyle {}{\underline {Z}}_{L}=|{{\underline {Z}}_{L}}|\cdot e^{j\varphi }=Z_{L}\cdot e^{j\varphi }=j\cdot X_{L}=j\cdot \omega \cdot L}

الذي يعطي الوشيعة وزنها في الحسابات بالمتغيّرات العُقدية – مثل {\displaystyle {}{\underline {Z}}_{L}} هنا – عندما يكون التيار متناوب في أحوالٍ بعد تضاؤل الاستجابة العابرة من النظام الكهربائي ، و الدارة الكهربائية تحتوي وشيعة أو عدّة وشائع ،
لأنّ التعبير {\displaystyle {}j\cdot \omega \cdot L} هو تعبير بسيط جداً . و هو تخيّلي في آن واحد ، فالمهندس الذي يسيطر على الاِنْظِمال (calculus) بالمتغيّرات العُقدية يستفيد من بساطة المعادلات التي يكتسبها عندما يحلل الدارات.
و في التعبير الفوقي يجد القارئ الرموز الآتية:
{\displaystyle {}{\underline {Z}}_{L}}: المعاوقة العُقدية من المحث (complex impedance of the inductor).
{\displaystyle {}|{{\underline {Z}}_{L}}|}: القيمة المطلقة من المعاوقة العُقدية تبع المحث (absolute value of the complex impedance of the inductor).
{\displaystyle {}Z_{L}}: المعاوقة الحقيقية من المحث (real impedance of the inductor).
{\displaystyle {}X_{L}}: مفاعلة المحث (reactance of the inductor).
{\displaystyle {\mathcal {}}j}: الوحدة التخيّلية {\displaystyle j={\sqrt {-1}}} التي ترافق الجزء التخيــّــُـلي من متغيّرة عُقدية إن كانت المتغيّرة العُقدية مُنقسَمة إلى جزء حقيقي وإلى جزء تخيــّــُـلي.
و الوحدة التخيّلية {\displaystyle {\mathcal {}}j} أيضاً ترافق حُجّة المتغيّرة العُقدية (argument of the complex variable) المعطية هنا بالحرف اليوناني {\displaystyle {}\varphi } في حالة كتابة المتغيّرة بالكتابة الأُسّيّة.
{\displaystyle {\mathcal {}}\omega }: التردد الزاوي {\displaystyle \omega =2\cdot \pi \cdot f} .

## استخدمات المحث
- تستخدم في المحولات الكهربية (electric transformers)، خاصة لتوفير إيصال مغناطيسي قوي بين طرفي الوشيعة الآولية (primary coil) والوشيعة الثانوية (secondary coil) من المحول.
- تستخدم الكبير منها لتوليد الكهرباء في محطات القوى.
- طُوِرت الوشيعة أو اللولب للاستخدام كعداد للجسيمات الأولية في مصادم الهادرونات الكبير، وفيه العداد الضخم لولب مركب للميون CMS،وهو أضخم ما بُنِيَ حتى الآن من وشائع .

## اقرأ أيضا
- محاثة
- محاثة تبادلية
- محاثة مغناطيسية
- ملف كهرطيسي
- دارة الرنين التوافقي
- رنان محث ومكثف
- تخميد
- مرشح إلكتروني (دائرة محث)
- سلك مغناطيسي
- محث مقابل مكثف
- الفرق بين مغو ومكثف

## صور لبعض المحثات

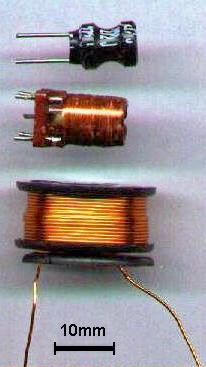
مستحثات ذات أشكال مختلفة.
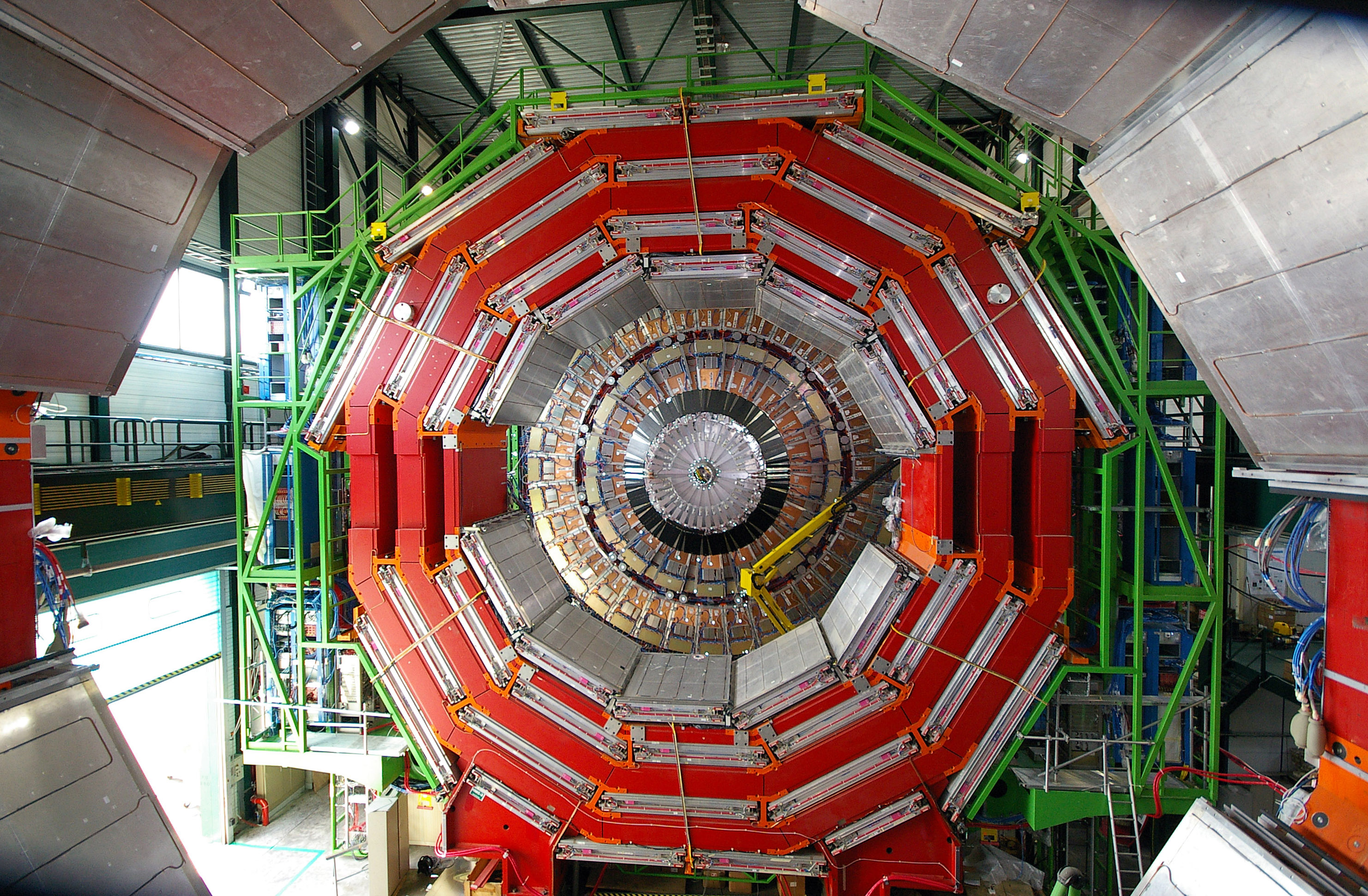
لولب مركب للميون وهو أضخم لولب تابع مصادم الهادرونات الكبير . ويقارن السلم الموجود على اليمين نسبة حجم اللولب الضخم.
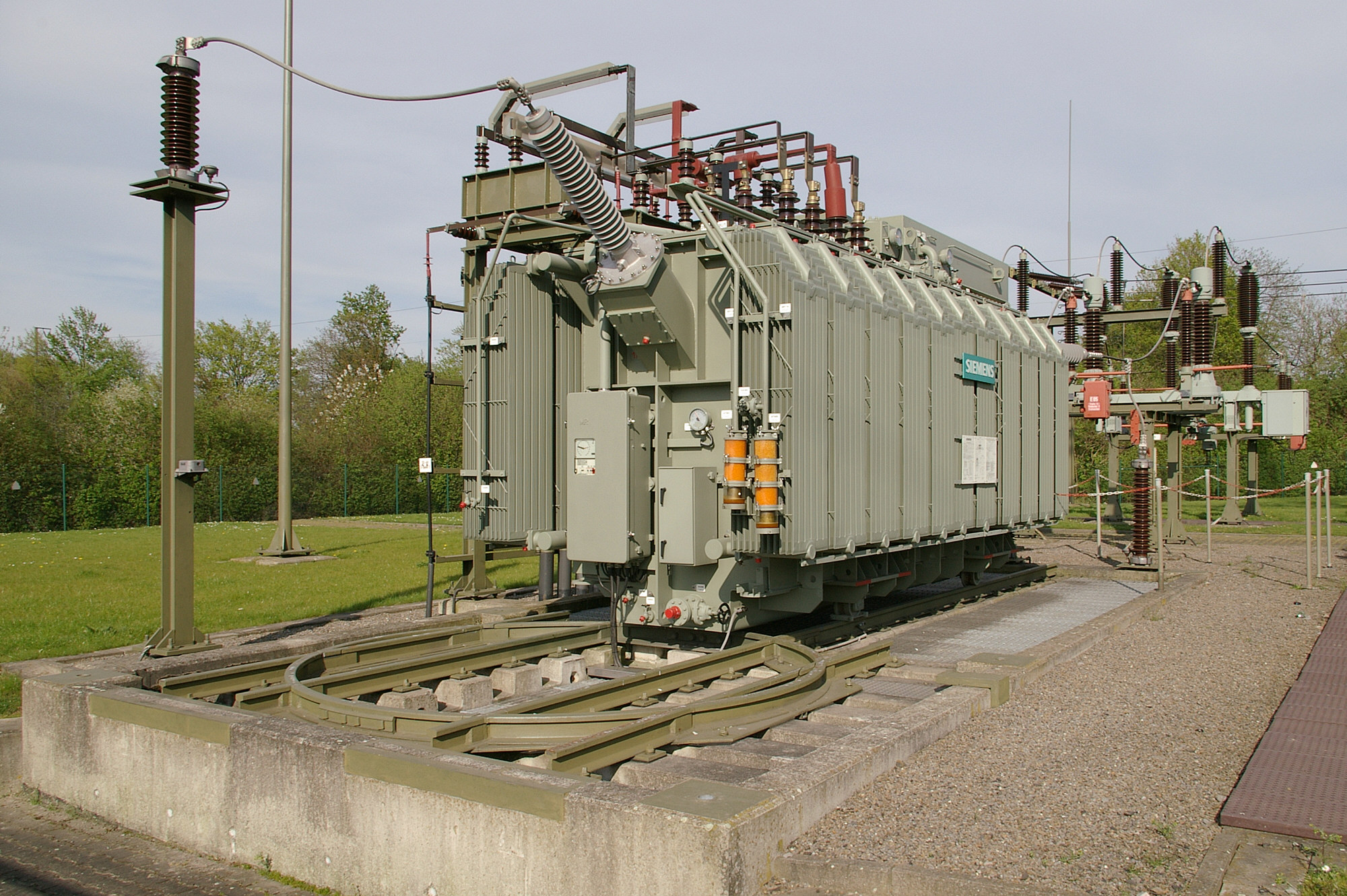
محول كهربائي كبير.